# Taki Inoue
Taki Inoue (japoneză 井上 隆智穂, n. 5 septembrie 1963) este un pilot japonez care a evoluat în Campionatul Mondial de Formula 1 între anii 1994 și 1995.

## Cariera în Formula 1
| Sezon | Echipă          | Puncte | Loc clasament general |
| ----- | --------------- | ------ | --------------------- |
| 1994  | MTV Simtek Ford | 0      | -                     |
| 1995  | Footwork Hart   | 0      | -                     |